# Лялька Хоко
Лялька Хоко (яп. 這子, "повзає дитина ") — різновид японської ляльки з м’яким тілом, яку дарують дітям та вагітним жінкам в Японії, щоб захистити жінку та плід на час вагітності. Традиційно ляльки хоко виготовляли з шовку як для хлопчиків, так і для дівчаток. Ляльки дарували дітям або при народженні, або в особливі дні незабаром. Ці ляльки ставали незмінною іграшкою у ранньому житті дитини. Коли хлопчики досягали повноліття (15 років), їх ляльок віддавали і «освячували» у Храмі, а дівчата відмовлялися від своїх ляльок при шлюбі. 

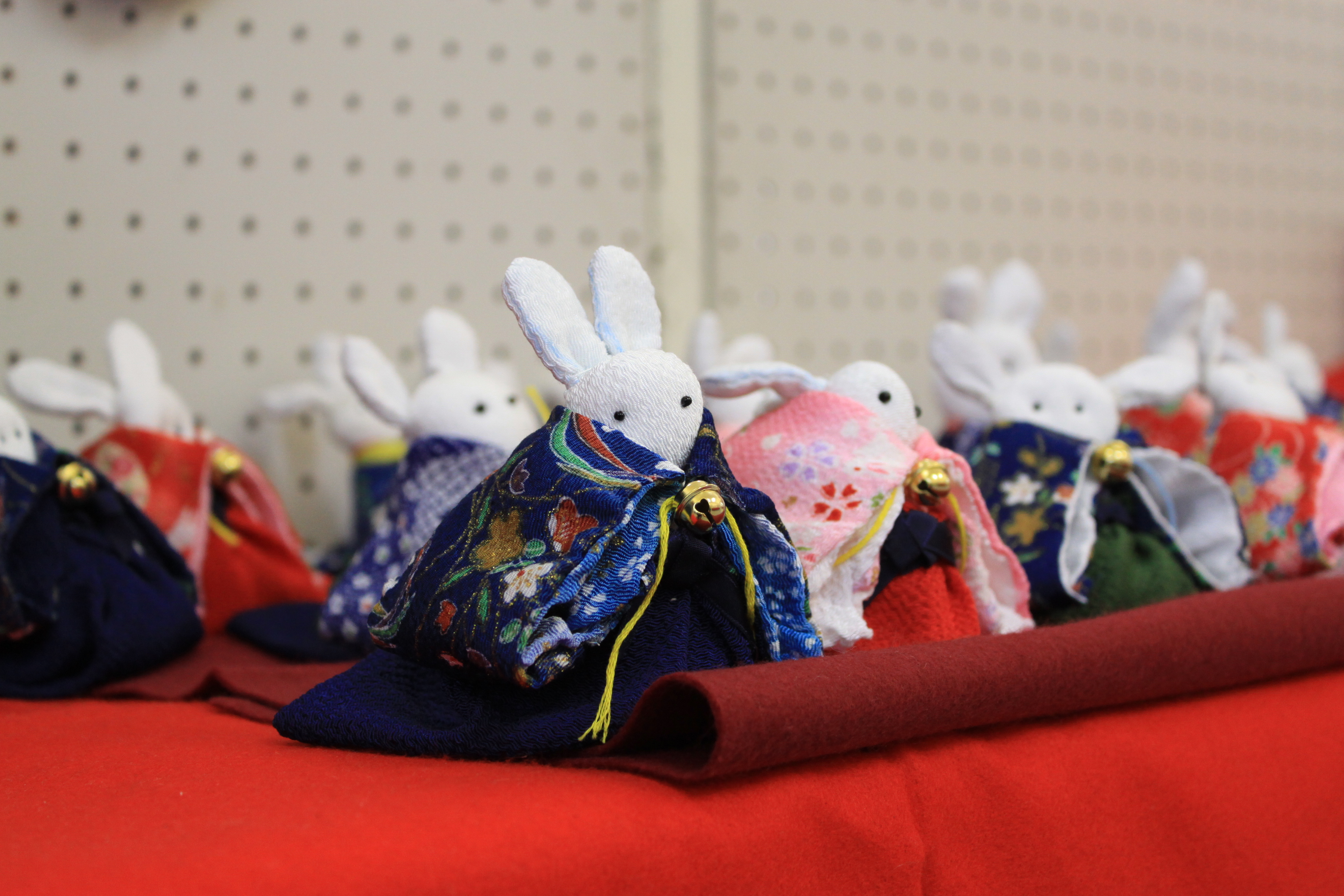

Сучасні ляльки хоко створюють з технологією спостереження за немовлятами.

## Історія

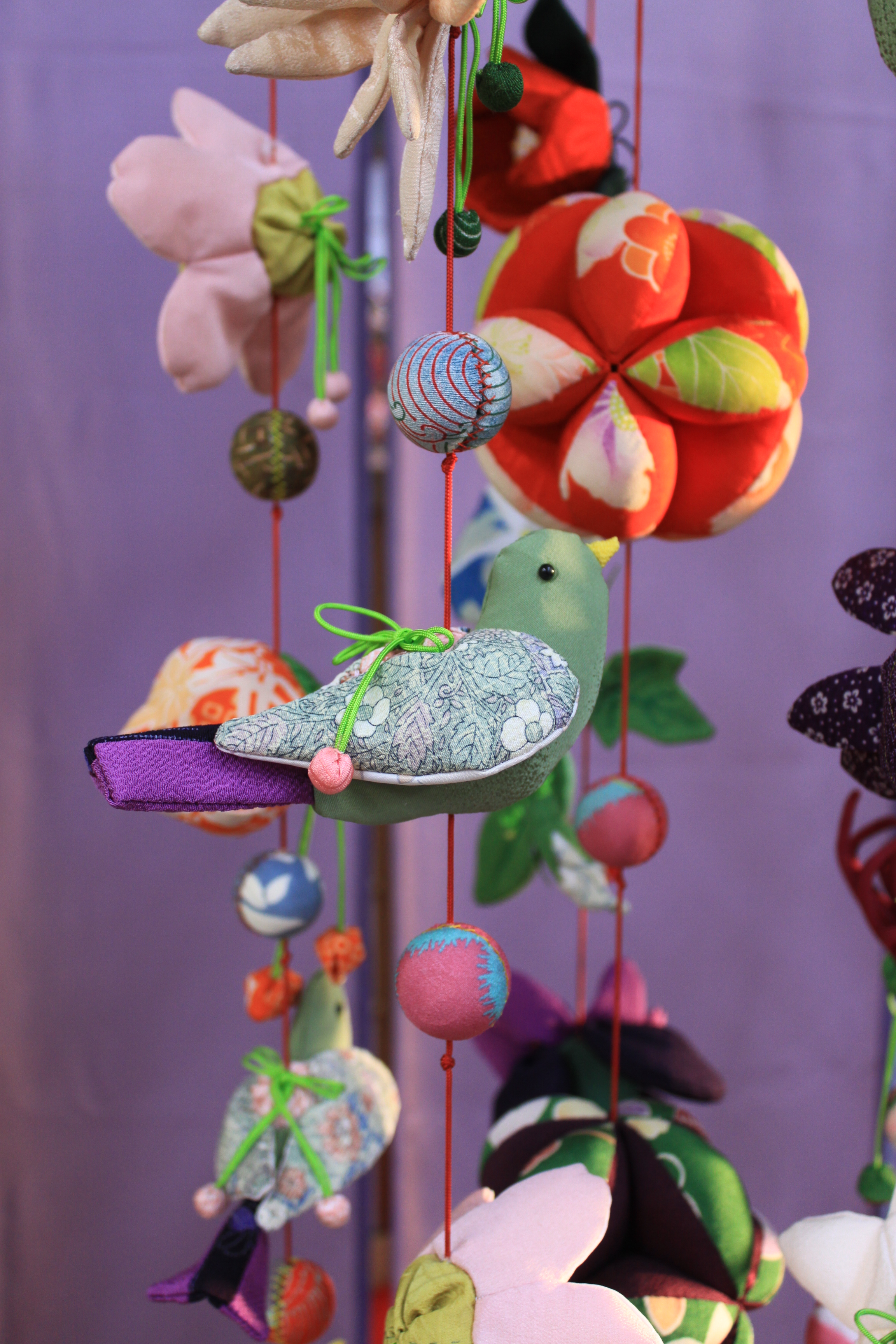

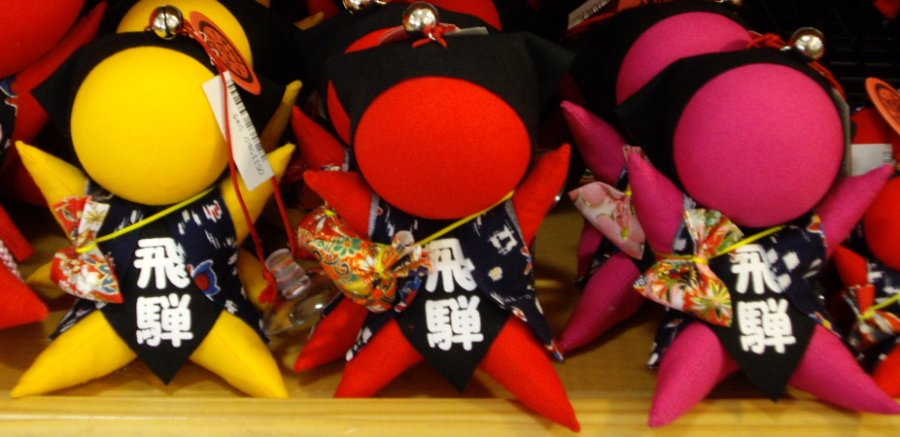
Сарубобо Хіди

Хоко з'явилася як фігурка-талісман з часів ранньої японської історії , ймовірно, пов’язана з концепцією використання паперових ляльок як «заступників для людей». Використання жертовних статуеток у духовній практиці як замінників, які можуть взяти на себе тягар гріхів чи нещастя людини, також зіграло роль у створенні ляльок хоко. Була практика ляльки хоко дарувати осиротілим дітям, як "замінник" родича.
Джерела, у яких згадується конкретний термін хоко, починають з’являтися в період Хейан, але більш очевидно, що вони з'явилися у період Муромачі (1333-1568). Хоко — це, так би мовити, прототип опудала, що відганяє нещастя від людей. Хоко дарували дитині під час її народження та тримали біля ліжка дитини, щоб відігнати зло.
Лялька робилася з м'якої тканини з білими шовковими вшитими кінцівками. Шовк, розрізаний на квадрати, зшивався з усіх боків, а всередину набивалася шовкова пряжа, щоб сформувати тіло. До тіла кріпилася голова з довгим волоссям. Чорне шовкове волосся зв’язували золотою ниткою, тонким пензликом малювали очі та брови, а губи – червоним. Простий зовнішній вигляд нагадував малюка, який повзає. Лялька називається Хоко, тому що в давнину її ставили наспочіпки й лялька нагадувала немовля.  
На сучасному ринку Японії пропонується лялька-оберіг Сарубобо, яка має схожість з лялькою хоко.  

### Амагацу
Амагацу (天児), також відомі як «ляльки-охоронці» або «хоко-хіна» («лялька малюка»), є іншим типом ляльок, подібними за функціями як амулет або талісман ляльці хоко. Задокументовано згадку про них принаймні з 11 століття. Існує теорія, що Амагацу і Хоко — одна і та ж лялька. Хоко зроблені з тканини, а Амагацу з дерева. Амагацу мали просту конструкцію: пара палиць (дерев’яних чи бамбукових) скріплені разом — тіло й руки традиційно утворювали букву «Т» — зверху була прикріплена голова з набивної шовкової тканини, а на неї драпірували одяг. В Японії вважається, що дитячий одяг слід вішати на Т-подібну форму амагацу, як підставку для кімоно, щоб забрати будь-які злі елементи з одягу.